# 盗撮病棟 覗かれた看護婦
『盗撮病棟 覗かれた看護婦』（とうさつびょうとう のぞかれたかんごふ）は、1999年5月7日に公開された映画。

## キャスト
- 藤崎彩花
- 西田ももこ
- 福田佳弘
- 坂井康浩
- 速水今日子

## スタッフ
- 監督：高橋厳
- 撮影：宇佐美裕二